# Dynamenella bullejiensis
Dynamenella bullejiensis là một loài chân đều trong họ Sphaeromatidae. Loài này được Javed & Ahmed miêu tả khoa học năm 1988.